# Пушнина, Наталия Александровна
Наталия Александровна Пушнина (12 мая 1961) — художник-живописец, педагог. Член Союза художников России.. Заслуженный художник Российской Федерации (2022).

## Биография
Родилась в Ленинграде в семье художников Татьяны Копниной и Александра Пушнина. В 1979 году окончила СХШ им. Б. В. Иогансона. В 1989 — Институт живописи, скульптуры и архитектуры им. И. Е. Репина (мастерская станковой живописи под руководством проф. В. В. Соколова). Дипломная работа — «На празднике песни». 

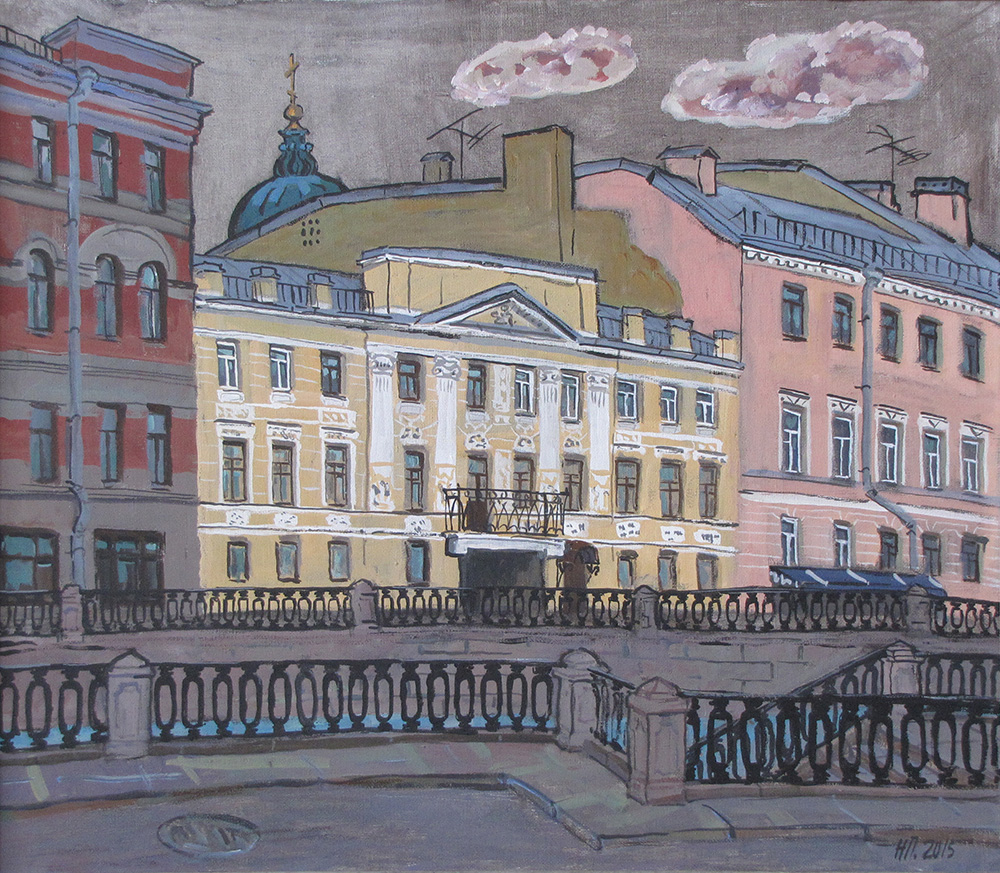
Пушнина Н. А. Канал Грибоедова за Казанским собором. 2015 г. х.,темп. 70х80

С 1990 г. — участник выставок Ленинградского (с 1991 г. — Санкт-Петербургского) Союза художников.
В 1992 году вступила в Санкт-Петербургский Союз художников. С 1999 года — член Санкт-Петербургского Общества Акварелистов. С 2006 года участник выставок творческого объединения «Полиреализм. XXI век».
Автор многочисленных пейзажных работ, среди которых: «Муром. Улица Губкина» (1997), «Рождествено. Дом Рукавишниковых (Набоковых)» (1999), «Париж. Балкон» (2000), «На канале Грибоедова» (2000), «Вид на Муромские монастыри с Фруктовой горы» (2003 г.), «Весна на Фонтанке» (2005 г.), «Зеленый дом на Мойке» (2007), «СПб. Дождик» (2010), «Зима на Васильевском острове» (2010), «Годова гора. Владимир» (2011), «Вечерний разговор» (2012), «Привет из Сочи» (2013), серия акварельных работ «Лето в провинции» (2009—2014).
С 1989 года — педагог по живописи, рисунку и композиции Санкт-Петербургского государственного академического художественного лицея им. Б. В. Иогансона при Российской Академии художеств.
Пушнина Н. А. награждена юбилейным значком Академии художеств (2008), Благодарностями Российской Академии художеств (2004, 2014), медалью «120-лет Общества акварелистов и 10-летия возрожденного Общества акварелистов Санкт-Петербурга» (2007), дипломом Союза художников России (2006).
За большие заслуги в развитии российской культуры и искусства Наталия Александровна Пушнина была отмечена Благодарностью Комитета по культуре Санкт-Петербурга (2014) и Благодарностью Президента Российской Федерации (2017), Почетной грамотой Комитета по культуре СПб (2019).
Работы художника находятся в музеях и частных собраниях России и за рубежом.

## Работы в музейных собраниях

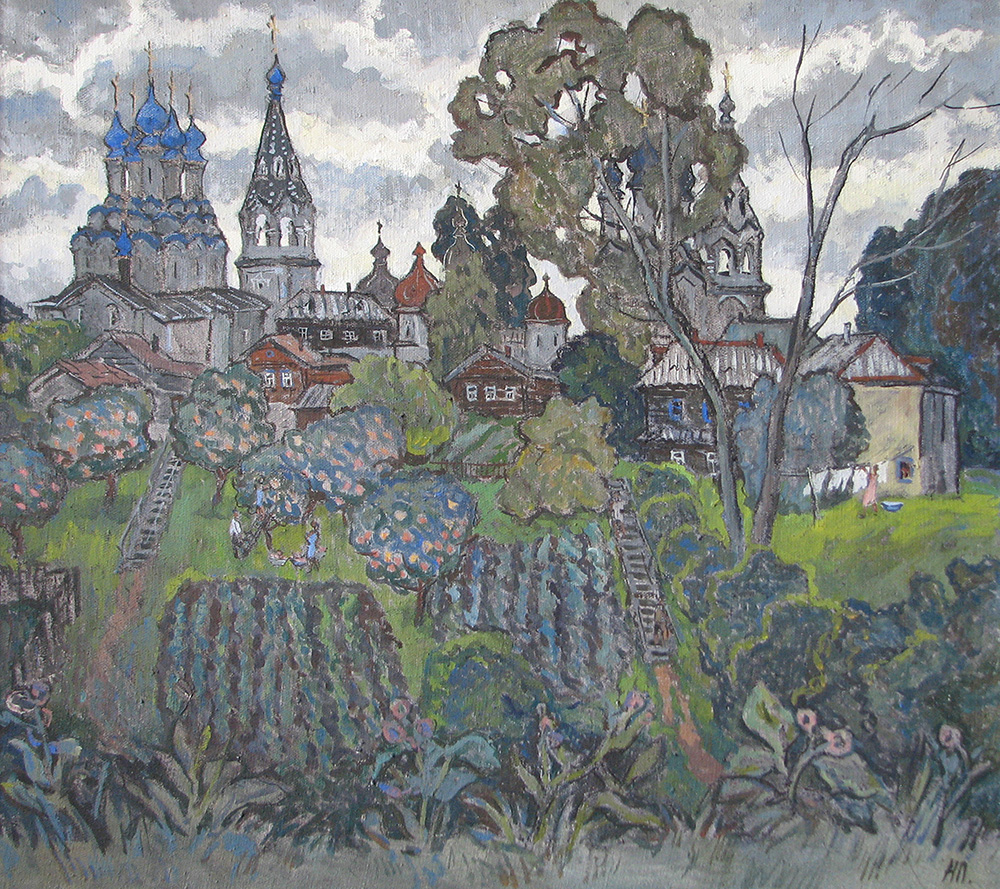
Пушнина Н. А. Вид на муромские монастыри с Фруктовой горы. 2003 г. х.,темп.

- Научно-исследовательский музей Российской академии художеств (Санкт-Петербург).
- Государственный музей художественной культуры Новгородской земли (Великий Новгород).
- Муромский историко-художественный музей (Муром).
- Санкт — Петербургский фонд развития искусств (Музей семьи Бенуа, ГМЗ «Петергоф»),
- Вятский художественный музей им. В.М. и А. М. Васнецовых (Киров).
- Музей изобразительных искусств Республики Карелия (Петрозаводск).
- Музей В. В. Набокова (Санкт-Петербург).
- Муниципалитет г. Штрасбург (Германия).
- Центральный музей железнодорожного транспорта (Санкт-Петербург).
- Муниципальный музей г. Пенкун (Германия).
- Муниципальный музей Бланкензее (Германия).
- Государственный музей г. Тайердзуан (Китай).
- Музейно-выставочный центр «Петербургский художник»
- Камешковсий районный историко-краеведческий музей (Россия)
- Гатчинский музей-заповедник (Россия)

## Основные выставки

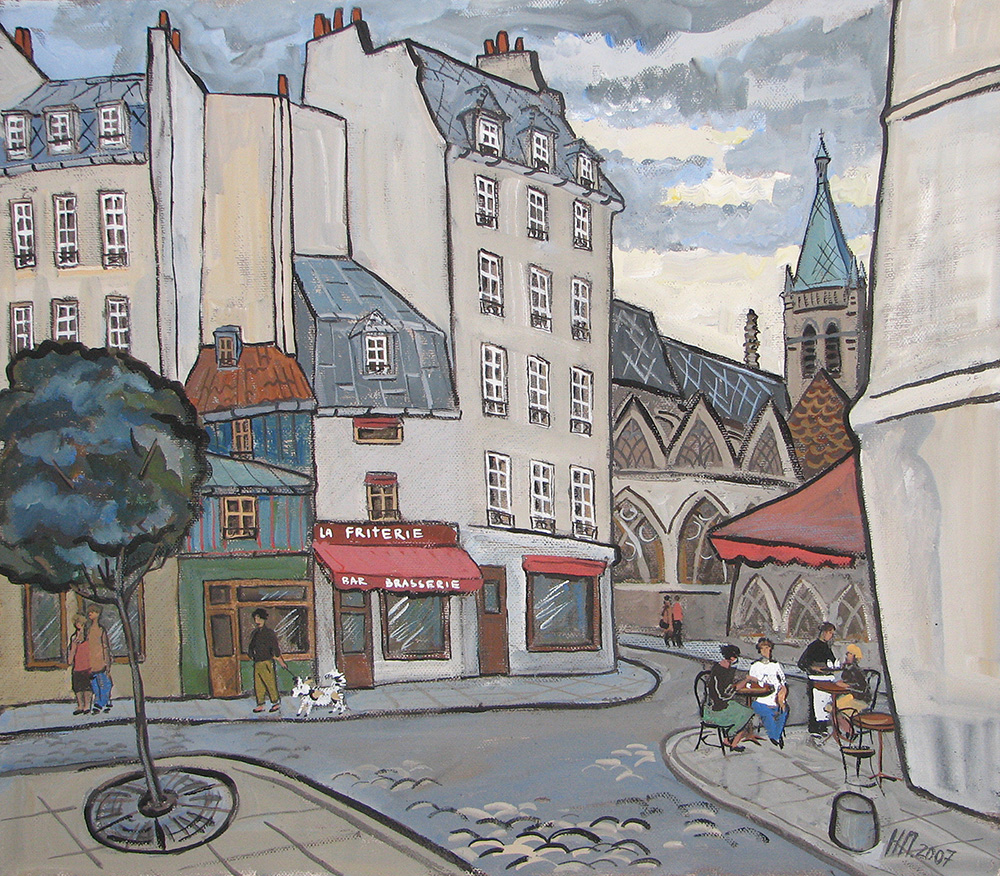
Пушнина Н. А. Париж. Сен-Северин. 2007 г. х.,темп. 70х80 см.

- IX Международная бьеннале «Арт-мост-акварель», 2017 г. (Санкт-Петербург).
- «Юбилейная. 85 лет СХ СПб», 2017 г. (Манеж. Санкт-Петербург).
- VI Международная ассамблея художников «Пластовская осень», 2016 г. (Ульяновск).
- Всероссийская художественная выставка «Лики России», 2016 г. (Архангельск).
- VIII Международная бьеннале «Арт-мост-акварель», 2015 г. (Санкт-Петербург).
- «Аквабиеннале» 4-я Международная выставка акварели, 2014 г. (Петрозаводск).
- IV Всероссийская выставка акварели, 2014 г. (Курган).
- «Н. Пушнина. Акварель. Графика», 2014 г. (Петрозаводск).
- «Триалог» 2014 г. (Музейно-выставочный центр «Петербургский художник», Санкт-Петербург).
- VII Международная бьеннале «Арт-мост-акварель», 2013 г. (Санкт-Петербург).
- «Аквабиеннале» 5-я Международная выставка акварели, 2012 г. (Петрозаводск).
- «Одноклассники» Музей В. В. Набокова, 2012 г. (Санкт-Петербург).
- «80 лет Санкт-Петербургскому Союзу художников», 2012 г. (Выставочный зал «Манеж», Санкт-Петербург).
- VI Международная бьеннале «Арт-мост-акварель», 2011 г. (Санкт-Петербург).
- III Всероссийская выставка акварели, 2010 г. (Курган).
- Выставка «Живопись. Дмитрий Левитин. Наталия Пушнина. Валентин Чиков» , 2010 г. (Выставочный центр С-Пб СХ, Санкт-Петербург).
- V Международная бьеннале «Арт-мост-акварель», 2009 г. (Санкт-Петербург).
- «75 лет традиции и новаторства», 2008 г. (ЦВЗ "Манеж, Санкт-Петербург).
- Выставка «Отечество», к 50-летию СХ России, 2008 г. (ЦДХ, Москва).
- Персональная выставка «Пейзажи Наталии Пушниной», 2008 г. (Музей В. В. Набокова, Санкт-Петербург).
- IV Международная бьеннале «Арт-мост-акварель», 2007 г. (Санкт-Петербург).
- «Образ Родины», III Всероссийская художественная выставка пейзажной живописи, 2006 г. (Вологда).
- «Французские акварели и петербургские фантазии» 2005 г.(Санкт-Петербург).
- «Три столицы» 2004 г. (галерея «НАИВ», Санкт-Петербург)
- III Международная бьеннале «Арт-мост-акварель», 2005 г. (Санкт-Петербург).
- «Немецкая провинция глазами петербургских художников», 2004 г. (Музей В. В. Набокова, Санкт-Петербург).
- «Художники Санкт-Петербурга», 2004 г. (Костромской государственный художественный музей, Кострома).
- «Наталия Пушнина — художник из Петербурга», 2002 г. (Auxerre, Франция)
- Персональная выставка Н. Пушниной, 2002 г.(галерея «На Бастионной», Псков)
- «Городской пейзаж Н. Пушниной», 2002 г. (Государственный выставочный зал "Галерея «Измайлово», Москва).
- Участие в проекте «150 лет первой магистральной железной дороге России», 2001 г. Выставки по материалам проекта: в картинном зале Витебского вокзала С-Пб и в Политехническом музее Москвы.
- Выставка «Москва — Петербург», 2001 г. (ЦДХ, Москва).
- Выставка «Петербург — Москва», 2000 г. (ЦВЗ "Манеж, Санкт-Петербург).
- «Россия IX», 1999 г. (Москва)
- Выставка «Москва — Петербург», 1999 г. (ЦДХ, Москва).
- Выставка «Дворы и фасады — II», 1998 г., (Муромский историко-художественный музей)
- «Петербургское наследие», 1998 г. («L’Atalante» Париж, Франция).
- Персональная выставка в Центре Российской науки и культуры, 1997 г. (Хельсинки. Финляндия).
- Выставка «Дворы и фасады», 1995 г., (Владимир, Выставочный холл Владимирской областной администрации.)
- «С-Пб — 95», 1996 г. (ЦВЗ «Манеж, Санкт-Петербург).
- „С-Пб — 93“, 1993 г. (ЦВЗ „Манеж, Санкт-Петербург).

## Библиография (выборочно)

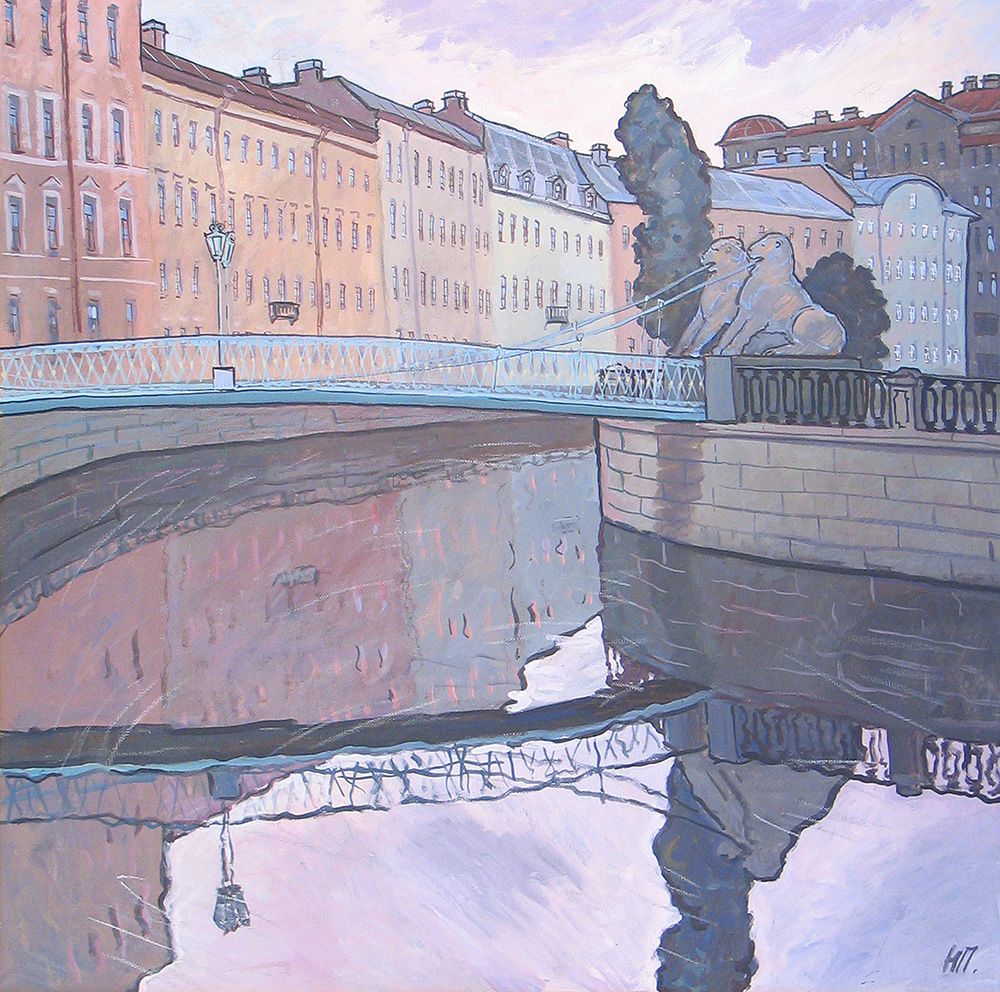
Пушнина Н. А. Львиный мостик. Белая ночь. 2003 г. х.,темп. 100х100 см.